# Greyzone
Greyzone (også kendt som Gråzon) er en tv-serie, som er et fiktionssamarbejde på tværs af Nordens grænser og er en co-produktion mellem Norge (NRK), Danmark (TV 2 Danmark, Cosmo Film), Sverige (TV4, SF Studios Sverige) og Tyskland (ZDFNeo) med støtte fra Public Service Puljen, det Svenske Film Institut, Copenhagen Film Fund, Creative Europe Programme of the European Union og Nordisk Film & TV Fond. [1]
Den er skabt af Morten Dragsted, Oskar Söderlund, Rasmus Thorsen, og skrevet af Morten Dragsted og Oskar Söderlund. Tv-serien blev vist over 10 søndage i 2018 og havde premiere søndag d. 25. februar. Jesper W. Nielsen har instrueret de første fem episoder, Fredrik Edfeldt episode 6, 7 og 8 og de sidste to episoder, 9 og 10, er instrueret af Jörgen Bergmark. Tv-serien blev produceret i 2017 og strækker sig altså over 10 episoder. Spilletiden pr. afsnit er omkring 42 minutter og indtil videre er der kun blevet produceret én sæson af Greyzone. 
Tv-serien har København, Stockholm og Frankfurt som lokationer og derfor bliver der både talt dansk, svensk og engelsk.

## Handling
Tv-serien er en krimi, men den har også afsæt i nutidige, samfundsrelevante emner som terrorisme og droneteknologi. Terrorister har tvunget en forbryder ind i Danmark og et sprænghoved der skal ødelægge en del af Norden og dermed spolere den idyl der hersker i Skandinavien. Det svenske sikkerhedspoliti SÄPO standser en lastbil fra Danmark ved Göteborgs havn, hvori der gemmer sig et sprænghoved, som er klar til brug. Det er en svensk efterretningsofficer Eva Forsberg (Tova Magnusson) der allierer sig med en dansk undercover-agent Jesper Lassen og kildefører (Joachim Fjelstrup), hvor de sammen opstarter en søgen efter denne forbryder og dette sprænghoved. Men situationen eskalerer hurtigt, hvor to personer bliver skudt. Eva Forsberg og Jesper Lassen fra PET tager hånd om situationen og er frontfigurer i denne terrorsag. 
Men det er ikke kun denne terrorsag og politisamarbejdet der kobler Sverige og Danmark sammen. Victoria Rahbek er softwareingeniør hos det svenske firma SparrowSat, der udvikler droner. På en forretningsrejse møder Victoria en tidligere studiekammerat, Iyad Adi Kassar (Ardalan Esmaili), der nu er svensk journalist. Iyad vil gerne interviewe Victoria, men dette interview ender i noget helt andet og meget mere dramatisk end forventet. Iyad tager Victoria og hendes søn Oskar (Virgil Katring-Rasmussen) som gidsler i deres egen lejlighed. Det viser sig, at Iyad tilhører en stor terrorgruppe, som har planlagt et angreb i Skandinavien, men de har brug for Victorias hjælp og hendes viden om droner, for at kunne udføre terrorangrebet. Men det er ikke kun Iyad der har brug for Victorias hjælp. Det er samtidig med dette at politiet i Danmark og Sverige forsøger at forhindre det føromtalte terrorangreb, og for at kunne dette, har de også brug for Victorias kompetencer, og mistanken om at disse to sager hænger sammen vokser sig større. Efter at Victoria er blevet taget som gidsel vil Eva og Jesper have hende til at agere som en dobbeltagent. Imens hun stjæler udstyr fra SparrowSat til Iyad og terrorgruppen skal hun rapportere tilbage til Eva og Jesper, så de får en større indsigt i Iyads terrornetværk. Men der opstår også en tydelig kemi mellem Victoria og Iyad, hvorfor denne kemi bliver det største benspænd for Iyads terrorplaner. Victoria skal påtage sig en professionel rolle og udføre de processer som terrorgruppen kræver af hende. Og som om dette ikke er svært nok, skal hun også være den beroligende mor over for sin søn, og forklare at alt nok skal gå, selvom deres liv konstant er på spil. Det lykkes for Victoria at etablere en aflytning af Iyads telefon, og nu kan både PET og SÄPO følge med i hvad Iyad foretager sig. Efter et overfald på Victorias kollega Linda (Karin Franz Körlof) begynder Iyad at tvivle på om Victoria kan gennemføre opgaven. Hos PET og SÄPO begynder de også at tvivle på Victorias mentale helbred, da hun er under et enormt pres. Men midt i det hele kører Iyad Victoria og hendes søn væk mod et ukendt mål. Stemningen mellem Victoria og Iyad dagen efter er anspændt, og da hun næsten er færdig med sin opgave, kører de tilbage til København. I mellemtiden har PET og SÄPO fundet en af Iyads kollegaer og rykker ind i denne lejlighed. Men da han vender tilbage, er han ikke i tvivl om at nogen har været der og dette fører til plan B. PET og SÄPO finder frem til terrormålet og er i højeste beredskab både i Danmark og Sverige, men Victoria og Iyad er forsvundet. Iyad, Al-Shishani (Kida Khodr Ramadan), Victoria, Oskar og Claes (Olaf Højgaard) er flygtet fra København og ankommer til deres endelige destination: et øde svensk landsted, hvor der er en lade. Det er her Victoria skal gøre de sidste detaljer klar, så dronen kan sendes afsted. Men hun gør dette meget tøvende og langsomt, da hun udmærket er klar over, hvor store ødelæggelser denne drone kan udrette. I mellemtiden forsøger Eva og Jesper at finde frem til terroristerne inden det er for sent.

## Modtagelse
Greyzone’s modtagelse var blandet. En tv-anmeldelse fra BT lyder ”TV 2’s nye storsatsning: Greyzone er god – men derfor imponerer den ikke”. I artiklen bliver tv-serien beskrevet som tilfredsstillende men ikke imponerende og at den ligner tv-serier vi har set før som ”Broen”, ”Bedrag” og ”Forbrydelsen” og at den med disse lignende elementer fra tidligere tv-serier derfor virker forudsigelig på flere områder[1]. 
En anmeldelse fra Soundvenue.com giver TV-serien 3 stjerner, og påpeger, at Greyzone lægger kedeligt og kompetent fra kaj. Det er en krimiserie som indsamler kroner fra både Danmark og Sverige for at vokse sig stor, og det er derfor ikke finansieringen der er et problem. Men der bliver ikke bygget en stærk nok fortælling i processen[2]
Greyzone var ikke den eneste tv-serie der havde premiere søndag d. 25. februar 2018. Det havde tv-serien Liberty også, der er en adaption af Jakob Ejersbos roman. Dette ses meget sjældent, at to tv-serier både har premiere samme dag og bliver sendt på samme tidspunkt. Anmelderne hos Berlingske, BT, Jyllands-Posten, Politiken, Ekstra Bladet og Soundvenue var mere begejstrede for Liberty end Greyzone[1]. 
Men hos seerne var det også Liberty der vandt størst indpas i de danske hjem. I en artikel på Jyllands-Postens hjemmeside lyder en overskrift ”Liberty fik flere seere end Greyzone. De ældre foretrak DR”, hvor DR’s Liberty havde 860.000 seere på premieredagen havde Greyzone kun 611.000[2]
Greyzone blev nomineret til to priser ved det svenske awardshow Kristallen. Birgitte Hjort Sørensen var blandt de nominerede som ”Female TV Actor of the Year”[3] og selve Tv-serien Greyzone var nomineret som ”Drama of the Year”[4]. Men hverken Birgitte Hjort Sørensen eller Greyzone fik en pris med sig.

## Personer
- Birgitte Hjort Sørensen som Victoria Rahbek (10 episoder)
- Ardalan Esmaili som Iyad Adi Kassar (10 episoder)
- Joachim Fjelstrup som Jesper Lassen (10 episoder)
- Virgil Katring-Rasmussen som Oskar Rahbek Lindsbye (10 episoder)
- Tova Magnusson som Eva Forsberg (10 episoder)
- Johan Rabaeus som Lars Björklund (10 episoder)
- Lars Ranthe som Henrik Dalum  (10 episoder)
- Özlem Saglanmak som Marjan Rajavi (10 episoder)
- Christopher Wollter som Johan Claes Hedmark (10 episoder)
- Karin Franz Körlof som Linda Laaksonen (7 episoder)
- Kida Khodr Ramadan som Al-Shishani (7 episoder)
- Olaf Højgaard som Claes Palova (6 episoder)
- Jessica Liedberg som Christina Helander (6 episoder)

## Afsnit
| Nr. i serie | Nr. i sæson | Titel            | Instrueret af     | Skrevet af                                             | Først sendt      | DK seere (tusinde)  |
| ----------- | ----------- | ---------------- | ----------------- | ------------------------------------------------------ | ---------------- | ------------------- |
| 1           | 1           | "En aftale"      | Jesper W. Nielsen | Morten Dragsted, Oskar Söderlund & Mikkel Bak Sørensen | 25. februar 2018 | 611.000 - Andel 27% |
| 2           | 2           | "Første mission" | Jesper W. Nielsen | Morten Dragsted, Oskar Söderlund & Mikkel Bak Sørensen | 4. marts 2018    | 545.000 - Andel 26% |
| 3           | 3           | "Hjemkomst"      | Jesper W. Nielsen | Morten Dragsted, Oskar Söderlund & Mikkel Bak Sørensen | 11. marts 2018   | 534.000 - Andel 26% |
| 4           | 4           | "En chance"      | Jesper W. Nielsen | Morten Dragsted, Oskar Söderlund & Mikkel Bak Sørensen | 18. marts 2018   | 454.000 - Andel 22% |
| 5           | 5           | "Rekrutteret"    | Jesper W. Nielsen | Morten Dragsted, Oskar Söderlund & Mikkel Bak Sørensen | 25. marts 2018   | 425.000 - Andel 24% |
| 6           | 6           | "Dobbelagent"    | Fredrik Edfeldt   | Morten Dragsted, Oskar Söderlund & Mikkel Bak Sørensen | 1. april 2018    | 447.000 - Andel 26% |
| 7           | 7           | "Ofret"          | Fredrik Edfeldt   | Morten Dragsted, Oskar Söderlund & Mikkel Bak Sørensen | 8. april 2018    | 497.000 - Andel 28% |
| 8           | 8           | "Overlevelse"    | Fredrik Edfeldt   | Morten Dragsted, Oskar Söderlund & Mikkel Bak Sørensen | 15. april 2018   | 525.000 - Andel 28% |
| 9           | 9           | "Simone"         | Jörgen Bergmark   | Morten Dragsted, Oskar Söderlund & Mikkel Bak Sørensen | TBA              | TBD                 |
| 10          | 10          | "En ny verden"   | Jörgen Bergmark   | Morten Dragsted, Oskar Söderlund & Mikkel Bak Sørensen | TBA              | TBD                 |